# San Mamés de Burgos
San Mamés es un municipio y localidad española de la provincia de Burgos, en la comunidad autónoma de Castilla y León. El término municipal, que tiene una población de 310 habitantes (INE 2024), comprende también el núcleo de Quintanilla de las Carretas.

## Geografía
Integrado en la comarca de Alfoz de Burgos y el partido judicial de Burgos, se sitúa a 8 km del centro de la capital provincial. El término municipal está atravesado por la N-620 entre los pK 8 y 10.
El territorio se extiende al sur del río Arlanzón, en un terreno predominantemente llano cuya altitud oscila entre los 880 m y los 818 m. El pueblo se alza a 844 m sobre el nivel del mar.
| Noroeste: Tardajos | Norte: Tardajos y Villalbilla de Burgos | Noreste: Villalbilla de Burgos |
| Oeste: Tardajos    |                                         | Este: Villalbilla de Burgos    |
| Suroeste: Buniel   | Sur: Buniel                             | Sureste: Villalbilla de Burgos |

## Historia
Lugar que formaba parte del alfoz y jurisdicción de Burgos en el partido de Burgos, uno de los catorce que formaban la intendencia de Burgos durante el periodo comprendido entre 1785 y 1833, tal como se recoge en el Censo de Floridablanca de 1787. Tenía jurisdicción de abadengo, perteneciente al Hospital del Rey que nombraba alcalde pedáneo.

## Demografía
San Mamés de Burgos cuenta con una población de 310 habitantes (INE 2024).
| Gráfica de evolución demográfica de San Mamés de Burgos entre 1842 y 2021 |
| |
| Población de derecho según los censos de población del INE. Población de hecho según los censos de población del INE.Entre el censo de 1857 y el anterior, crece el término del municipio porque incorpora a Quintanilla de las Carretas. |

## Patrimonio
- Iglesia parroquial de San Mamés.
- Torre del reloj.
- Iglesia parroquial de San Miguel Arcángel, en Quintanilla de las Carretas.